# Qatip Osmani
Qatip Osmani (Tetovo, 29 giugno 1969) è un allenatore di calcio macedone.

## Carriera
Ha allenato nella prima divisione macedone.

## Palmarès

### Allenatore

#### Competizioni nazionali
- Campionato macedone: 3

Škendija: 2010-2011, 2017-2018, 2018-2019
- Coppa di Macedonia: 1

Škendija: 2017-2018
- Supercoppa di Macedonia: 1

Škendija: 2011